# Moissac
Moissac és un municipi de l'Occitània, integrat al departament francès de Tarn i Garona, a la regió d'Occitània.
És situat a la confluència de la Garona i el Tarn i té una població superior als 12.000 habitants.

## Història

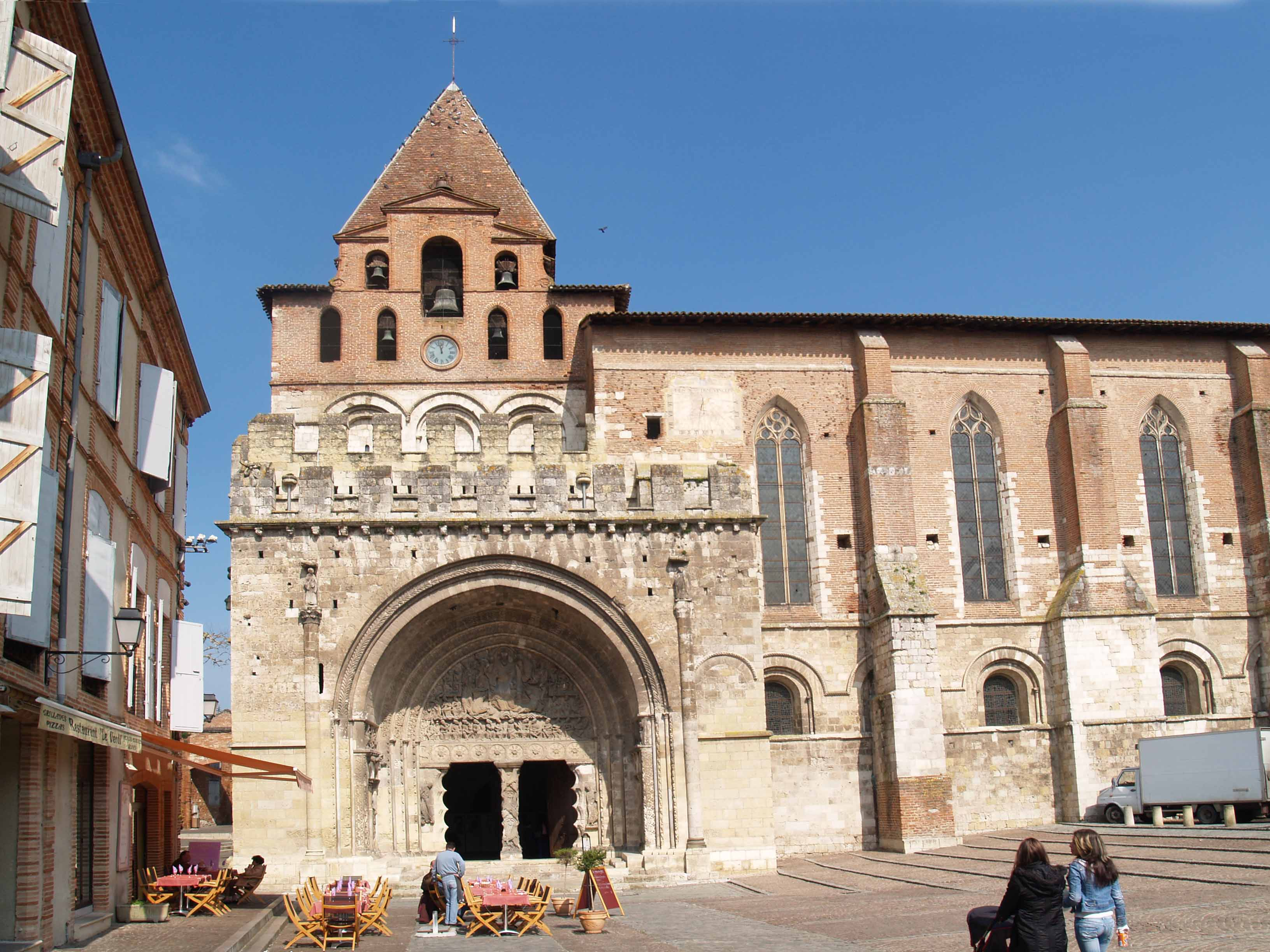
Entrada de l'abadia de Sant Pere

Per Moissac hi passa la via Podiensis, una de les branques del Camí de Sant Jaume, que el fa punt de pas de pelegrins.
La vila ha crescut, al llarg de la Història, al redós de la seva prestigiosa abadia de Sant Pere que, amb el patronatge de la de Cluny a partir de 1047, esdevingué pròspera i influent, establint una gran quantitat de priorats arreu, molts d'ells a Catalunya.
El mes de març de 1930 va sofrir molt tràgicament les inundacions que es van produir a la regió, amb 120 morts i uns quants milers de cases destruïdes, tal com recullen els diaris de l'època.

## Demografia
| Evolució de la població Ehess i INSEE |        |        |       |        |        |        |        |        |
| 1793                                  | 1800   | 1806   | 1821  | 1831   | 1836   | 1841   | 1846   | 1851   |
| 10 618                                | 10 035 | 10 331 | 9 927 | 10 165 | 10 618 | 10 762 | 10 724 | 10 655 |

| 1856   | 1861   | 1866  | 1872  | 1876  | 1881  | 1886  | 1891  | 1896  |
| ------ | ------ | ----- | ----- | ----- | ----- | ----- | ----- | ----- |
| 10 290 | 10 445 | 9 661 | 9 036 | 9 137 | 9 202 | 9 232 | 8 797 | 8 769 |

| 1901  | 1906  | 1911  | 1921  | 1926  | 1931  | 1936  | 1946  | 1954  |
| ----- | ----- | ----- | ----- | ----- | ----- | ----- | ----- | ----- |
| 8 407 | 8 218 | 8 137 | 7 219 | 7 435 | 7 814 | 8 105 | 9 181 | 9 145 |

| 1962   | 1968   | 1975   | 1982   | 1990   | 1999   | 2006 | 2011 | 2016 |
| ------ | ------ | ------ | ------ | ------ | ------ | ---- | ---- | ---- |
| 10 274 | 11 856 | 11 826 | 11 184 | 11 971 | 12 321 | -    | -    | -    |

| 2019 | - | - | - | - | - | - | - | - |
| ---- | - | - | - | - | - | - | - | - |
| -    | - | - | - | - | - | - | - | - |

## Administració
| Període | Identitat       | Partit |
| ------- | --------------- | ------ |
| 1983-   | Jean-Paul Nunzi | PS     |

## Agermanaments
- Astorga
- Thomery